# 黄宏嘉
黄宏嘉（1924年8月5日—2021年9月22日），男，湖南临澧人，中国微波电子学家，曾任上海科学技术大学（现上海大学）教授、名誉校长。

## 生平
1924年生于北京，湖南临澧人。1944年毕业于国立西南联合大学。1948年获美国密歇根大学硕士学位。
2021年9月22日于上海去世。

## 荣誉
1980年当选为中国科学院学部委员（院士）。
1989年被聘为美国麻省理工学院电磁科学院院士。
1991年被授予夏威夷欧罗理工大学名誉科学博士学位。